# ابن يونس الموصلي
ابن يونس (535-608هـ = 1140-1211م), محمد بن يونس بن محمد بن منعة بن مالك بن محمد، أبو حامد، عماد الدين الموصلي: إمام وقته في فقه الشافعية والأصول والخلاف. ولد بقلعة إربل ونشأ بالموصل، وتفقه ببغداد في المدرسة النظامية على يد محمد السلماسي، وتقدم عند نور الدين أرسلان شاه (صاحب الموصل) وسار رسولا عنه إلى بغداد مرات، وإلى الملك العادل نور الدين بدمشق. وولي القضاء بالموصل سنة 592 هـ، وانفصل عنه بعد خمسة أشهر. ولما توفي نور الدين (سنة 607 هـ) توجه إلى بغداد لتقرير ولده الملك القاهر مسعود، وعاد ومعه الخلعة والتقليد. وتوفرت حرمته عند القاهر أكثر مما كانت عند أبيه. واستمر إلى أن توفي بالموصل. قال ابن خلكان:. (لم يرزق سعادة في تصانيفه، فإنها ليست على قدر فضائله ). من كتبه (المحيط في الجمع بين المهذب والوسيط) فقه، و(شرح الوجيز للغزالي) و(عقيدة) و(تعليقة في الخلاف) لم يتمها.